# (237354) 1711 T-2
(237354) 1711 T-2 (1711 T-2, 2006 DD28) - астероїд головного поясу, відкритий 29 вересня 1973.
Тіссеранів параметр щодо Юпітера — 3.483.